# 施氏銼口象鼻魚
施氏銼口象鼻魚，為輻鰭魚綱骨舌魚目象鼻魚科的其中一種，分布於非洲剛果河下游流域，棲息於水底，具有發電器官，用來偵測獵物，體長可達8.7公分。